# Загальноєвропейські рекомендації з мовної освіти
Загальноєвропейські Рекомендації з мовної освіти: вивчення, викладання, оцінювання (англ. Common European Framework of Reference for Languages: Learning, Teaching, Assessment, далі по тексту Рекомендації) — керівний документ, що використовується для опису досягнень тих, хто вивчає іноземні мови у Європі та, поступово, в інших країнах (Колумбія та Філіппіни). У листопаді 2001 року своєю Резолюцією Рада Європейського союзу рекомендувала використання Рекомендацій для валідації рівнів знань іноземної мови.

## Історія
У 1991 році Федеральна рада Швейцарії провела Міжурядовий симпозіум у Рюшликоні, Швейцарія, щодо «Прозорості та узгодженості у вивченні мови в Європі: цілі, оцінка, сертифікація». Симпозіум виявив, що визнання кваліфікації у знаннях мови потребує вдосконалення та допомоги у кооперації вчителів. Це своєю чергою приведе до поліпшення зв'язків та кооперації між викладачами іноземної мови в Європі.
Як результат симпозіуму Швейцарський національний науковий фонд розпочав проєкт розробки рівнів володіння мовою, що привів до створення «Європейського мовного портфеля» (англ. European Language Portfolio) — сертифікації мовних здібностей, що можуть використовуватись по всій Європі.

## Теоретичні основи
Рекомендації приймають активно-орієнтований підхід, який згідно з думкою Карлоса Сесара Хіменеса (ісп. Carlos César Jiménez) з Національного автономного університету Мексики, можна відстежити до теоретичних пропозицій філософа Людвіг Вітгенштайна у 1950-х та соціолінгвіста Дела Хаймса. Цей підхід розглядає мову як соціального агента, що розвиває загальні та особливі комунікативні вміння при досягненні щоденних цілей.
Рекомендації розділяють загальні вміння на знання, уміння та екзистенціальні уміння з особливими уміннями: мовні уміння, соціолінгвістичні уміння та прагматичні уміння. Цей поділ не відповідає раніше відомим поняттям комунікативних вмінь, але можна зробити деякі співвідношення між ними.
Загальні та особливі комунікативні вміння розвиваються шляхом продукування чи отримання текстів різного контексту при різних умовах та різному напруженні. Ці контексти відповідають різним частинам суспільного життя, що називаються доменами. Розрізняються чотири основних домени: початковий, професійний, публічний та особистий.
Користувач може розвити різні ступені володіння мовою у кожному з цих доменів і для того, щоб їх описати, Рекомендації забезпечують набір стандартних рівнів (англ. Common Reference Levels).

## Рівні
Усі, хто вивчає іноземну мову, розподіляються на шість рівнів:
- A — Елементарний користувач
  - A1 — Інтродуктивний, або рівень «Відкриття»
  - A2 — Середній, або рівень «Виживання»
- B — Незалежний користувач
  - B1 — Рубіжний
  - B2 — Просунутий
- C — Досвідчений користувач
  - C1 — Автономний
  - C2 — Компетентний

Передбачається, що учень здатен писати, слухати, говорити та читати на кожному з рівнів.
| Група рівнів      | A | A | B | B | C | C |
| Назви груп рівнів | Елементарний користувач | Елементарний користувач | Незалежний користувач | Незалежний користувач | Досвідчений користувач | Досвідчений користувач |
| Рівень            | A1 | A2 | B1 | B2 | C1 | C2 |
| Назва рівня       | Інтродуктивний | Середній | Рубіжний | Просунутий | Автономний | Компетентний |
| ----------------- | --- | --- | --- | --- | --- | --- |
| Опис              | - Розуміє та використовує знайомі щоденні вирази та найбазовіші фрази, що спрямовані на задоволення конкретних потреб. - Може представити себе та інших та може задавати питання щодо особистих деталей та відповідати на них. Наприклад, про місце проживання, знайомих та про речі, що він/вона має. - Може взаємодіяти найпростішим способом, якщо інша людина говорить повільно та чітко і готова допомогти. | - Розуміє речення та вирази, що часто використовуються в областях безпосереднього стосунку (наприклад, основну особисту та сімейну інформацію, покупки, місцева географія, працевлаштування). - Може спілкуватись у простих та рутинних ситуаціях, що вимагають простого і прямого обміну інформацією на знайомі чи побутові теми. - Може описати у простих словах питання свого походження, найближче середовище та пояснити безпосередні потреби. | - Розуміє основні ідеї простих чітких даних зі знайомих областей, що регулярно зустрічаються на роботі, в школі, на відпочинку тощо. - Може спілкуватись в більшості ситуацій, що можуть виникнути під час подорожування в районі, де говорять цією мовою. - Може скласти зв'язне повідомлення на теми, які знайомі чи які відносяться до особистих інтересів. - Може описати враження, події, мрії, надії і прагнення, викласти і обґрунтувати свою думку та плани. | - Розуміє основні ідеї складних текстів на абстрактні і конкретні теми, в тому числі технічні теми, що стосуються його/її спеціалізації. - Може взаємодіяти з певною мірою побіжності та безпосередньості, що робить регулярну взаємодію з носіями мови можливою без напруги для кожної зі сторін. - Вміє робити чіткі, детальні повідомлення з багатьох питань і може викласти свій погляд на основну проблему, показати переваги та недоліки різних варіантів. | - Розуміє широкий спектр складних і довгих текстів, розпізнає приховане значення. - Може висловлюватись вільно і безпосередньо, без особливих труднощів з підбором слів і виразів - Може використовувати мову гнучко та ефективно для соціальної, наукової і професійної діяльності. - Може створювати чіткий, добре структурований, детальний текст на складні теми, демонструючи володіння організаційними моделями, засобами зв'язку та об'єднанням елементів тексту. | - Розуміє практично все, що чув або читав. - Може узагальнити інформацію з різних усних та письмових джерел, поєднувати аргументи та думки у пов'язаний текст. - Може висловлюватись безпосередньо, дуже вільно і точно, відрізняючи тонкі відтінки значень навіть в найскладніших ситуаціях. |

Ці описи можна використовувати до будь-якої з мов, що використовується у Європі.
Deutsche Welle вважає, що рівень A1 досягається після 75 годин вивчення німецької мови, A 2,1 — за 150 годин, A 2,2 за 225 годин. B 1,1 — 300 годин. B 1,2 — понад 400 годин.
Cambridge ESOL заявляє, що достатньо такої кількості годин: A2 — 180—200; B1 — 350—400; B2 — 500—600; C1 — 700—800, та C2 — 1000—1200.

## Еквіваленти балів мовних тестів
Мовні школи та сертифікати мають власні системи балів. Існує певна різниця в зіставленні, наприклад, одних і тих же рівнів PTE A, TOEFL та IELTS, що є причиною частих суперечок.
| Мова (ISO 639-3) | Назва сертифікату/мовного тесту                                                               | A1                                          | A2                                          | B1                                                                     | B2                                                            | C1                                              | C2                                                        |
| ---------------- | --------------------------------------------------------------------------------------------- | ------------------------------------------- | ------------------------------------------- | ---------------------------------------------------------------------- | ------------------------------------------------------------- | ----------------------------------------------- | --------------------------------------------------------- |
| mul              | UNIcert                                                                                       |                                             |                                             | UNIcert I                                                              | UNIcert II                                                    | UNIcert III                                     | UNIcert IV                                                |
| mul              | TELC                                                                                          | A1                                          | A2                                          | B1                                                                     | B2                                                            | C1                                              | —                                                         |
| cat              | Catalan Language Certificates                                                                 | —                                           | Bàsic-A2                                    | Elemental-B1                                                           | Intermedi-B2                                                  | Suficiència-C1                                  | Superior-C2                                               |
| cmn              | Китайська Hanyu Shuiping Kaoshi (HSK)                                                         | HSK рівень 1                                | HSK рівень 2                                | HSK рівень 3                                                           | HSK рівень 4                                                  | HSK рівень 5                                    | HSK рівень 6                                              |
| cmn              | Test of Chinese As A Foreign Language (TOCFL, Тест з китайської мови, як іноземної) (Тайвань) | TOCFL рівень 1                              | TOCFL рівень 2                              | TOCFL рівень 3                                                         | TOCFL рівень 4                                                | TOCFL рівень 5                                  | —                                                         |
| cze              | Czech Language Certificate Exam (CCE)                                                         | CCE-A1                                      | CCE-A2                                      | CCE-B1                                                                 | CCE-B2                                                        | CCE-C1                                          | —                                                         |
| cym              | WJEC Defnyddio'r Gymraeg                                                                      | Mynediad (Початки)                          | Sylfaen (Основи)                            | Canolradd (Середній)                                                   | —                                                             | Uwch (Досконалий)                               | Hyfedredd (Досвідчений)                                   |
| deu              | Österreichisches Sprachdiplom DEUTSCH (ÖSD)                                                   | ÖSD A1 Grundstufe Deutsch 1                 | ÖSD A2 Grundstufe Deutsch 2                 | ÖSD B1 Zertifikat Deutsch                                              | ÖSD B2 Mittelstufe Deutsch                                    | ÖSD C1 Oberstufe Deutsch                        | ÖSD C2 Wirtschaftssprache Deutsch                         |
| deu              | Ґете-Інститут                                                                                 | Start Deutsch 1                             | Start Deutsch 2                             | Zertifikat Deutsch                                                     | Goethe-Zertifikat B2, ZDfB                                    | Goethe-Zertifikat C1 — Передвипускний іспит     | Zentrale Oberstufenprüfung, Малий німецький мовний диплом |
| ell              | Πιστοποίηση Ελληνομάθειας (Сертифікат досягнень в сучасній грецькій мові)                     | Α1 (Στοιχειώδης Γνώση)                      | Α2 (Βασική Γνώση)                           | Β1 (Μέτρια Γνώση)                                                      | Β2 (Καλή Γνώση)                                               | Γ1 (Πολύ Καλή Γνώση)                            | Γ2 (Άριστη Γνώση)                                         |
| eng              | City and Guilds                                                                               | Preliminary                                 | Access                                      | Achiever                                                               | Communicator                                                  | Expert                                          | Mastery                                                   |
| eng              | NQF (тільки Велика Британія)                                                                  | Вхідний рівень                              | Рівень 1                                    | Рівень 2                                                               | Рівень 3                                                      | Рівні 4—6                                       | Рівні 7—8                                                 |
| eng              | Cambridge ESOL                                                                                | KET (45 to 59)                              | PET (45 to 59) / KET Pass with Merit, Pass  | FCE (45 to 59) / PET Pass with Merit, Pass / KET Pass with Distinction | CAE (45 to 59) / FCE grade B or C / PET Pass with Distinction | CPE (45 to 59) / CAE grade B or C / FCE grade A | CPE grade A, B or C / CAE grade A                         |
| eng              | IELTS                                                                                         | від 1,0 до 2,5                              | від 3,0 до 3,5                              | від 4,0 до 5,0                                                         | від 5,0 до 6,5                                                | від 7,0 до 8,0                                  | від 8,0 до 9,0                                            |
| eng              | PTE Academic                                                                                  | —                                           | 30                                          | 43                                                                     | 59                                                            | 76                                              | 85                                                        |
| eng              | PTE General (раніше LTE)                                                                      | Рівень A1                                   | Рівень 1                                    | Рівень 2                                                               | Рівень 3                                                      | Рівень 4                                        | Рівень 5                                                  |
| eng              | TOEIC                                                                                         | 60—105 (прослуховування) 60—110 (читання)   | 110—270 (прослуховування) 115—270 (читання) | 275—395 (прослуховування) 275—380 (читання)                            | 400—485 (прослуховування) 385—450 (читання)                   | 490—495 (прослуховування) 455—495 (читання)     | —                                                         |
| eng              | Versant                                                                                       | 26—35                                       | 36—46                                       | 47—57                                                                  | 58—68                                                         | 69—78                                           | 79—80                                                     |
| eng              | TOEFL (Internet based test — IBT)                                                             | —                                           | —                                           | від 57 до 86                                                           | від 87 до 109                                                 | 100+/110 to 120                                 | —                                                         |
| eng              | British General Qualifications                                                                | Foundation Tier GCSE                        | Higher Tier GCSE                            | GCE AS level / нижчий рівень A                                         | GCE A-Level (відомий як A2)                                   | —                                               | —                                                         |
| eng              | Trinity College London ISE / GESE / SEW                                                       | GESE 2                                      | ISE 0 GESE 3, 4                             | ISE I GESE 5, 6 SEW 1                                                  | ISE II GESE 7, 8 ,9 SEW 2, 3                                  | ISE III GESE 10, 11 SEW 4                       | ISE IV GESE 12                                            |
| fin              | YKI                                                                                           | 1.taso                                      | 2.taso                                      | 3.taso                                                                 | 4.taso                                                        | 5.taso                                          | 6.taso                                                    |
| fra              | CIEP / Alliance française diplomas                                                            | TCF A1 / DELF A1                            | TCF A2 / DELF A2 / CEFP 1                   | TCF B1 / DELF B1 / CEFP 2                                              | TCF B2 / DELF B2 / Diplôme de Langue                          | TCF C1 / DALF C1 / DSLCF                        | TCF C2 / DALF C2 / DHEF                                   |
| ita              | CELI                                                                                          | Impatto                                     | 1                                           | 2                                                                      | 3                                                             | 4                                               | 5                                                         |
| ita              | CILS                                                                                          | A1                                          | A2                                          | Uno                                                                    | Due                                                           | Tre                                             | Quattro                                                   |
| nld              | CNaVT                                                                                         | —                                           | PTIT та PPB                                 | Profil PMT                                                             | PTHO                                                          | PAT                                             | —                                                         |
| por              | CAPLE                                                                                         | —                                           | CIPLE                                       | DEPLE                                                                  | DIPLE                                                         | DAPLE                                           | DUPLE                                                     |
| por              | CELPE-Brás                                                                                    | —                                           |                                             | Intermediário                                                          | Intermediário Superior                                        | Avançado                                        | Avançado Superior                                         |
| rus              | Тест по русскому языку как иностранному (ТРКИ)                                                | ТЭУ Элементарный уровень                    | ТБУ Базовый уровень                         | ТРКИ-1 (I Сертификационный уровень) (1st Certificate level)            | ТРКИ-2                                                        | ТРКИ-3                                          | ТРКИ-4                                                    |
| spa              | DELE                                                                                          | A1                                          | A2                                          | B1 (раніше «Inicial»)                                                  | B2 (раніше «Intermedio»)                                      | C1                                              | C2 (раніше «Superior»)                                    |
| swe              | TISUS                                                                                         | —                                           | —                                           | —                                                                      | —                                                             | TISUS                                           | —                                                         |
| swe              | Swedex                                                                                        | —                                           | A2                                          | B1                                                                     | B2                                                            | —                                               | —                                                         |
| [що це?]         | AMCAD EFL                                                                                     | A1                                          | A2                                          | B1                                                                     | B2                                                            | C1                                              | C2                                                        |
| [що це?]         | ALTE level                                                                                    | Проривний рівень (англ. Breakthrough level) | Рівень 1                                    | Рівень 2                                                               | Рівень 3                                                      | Рівень 4                                        | Рівень 5                                                  |

## Еквіваленти Північноамериканським стандартам
Наступна таблиця визначає приблизні співвідношення між Рекомендаціями та деякими канадськими стандартами та стандартами Сполучених Штатів. Вона базується на «попередніх вирівнюваннях таблиць інших мовних тестів до Рекомендацій» з роботи Пропозиції для Загальних рекомендацій з мовної освіти в Канаді (англ. Proposal for a Common Framework of Reference for Languages for Canada) за авторством Ларрі Вандерґіфта з Університету Оттави.
Стандарти, що порівнюються, наступні:
1. Власне Рекомендації
2. Interagency Language Roundtable Scale (ILR, США)
3. American Council for the Teaching of Foreign Languages Proficiency Guidelines (ACTFL)
4. New Brunswick Oral Proficiency Scale (NB OPS, тільки англійська та французькі мови)[43]
5. Canadian Language Benchmarks (CLB, тільки англійська та французькі мови)
6. Public Service Commission of Canada Second Official Language Proficiency Levels (PSC, тільки англійська та французькі мови)[44]

### Загальне порівняння
Результуюча відповідність між шкалами ILR та ACTFL не погоджується з загальноприйнятною.
Стандарти ACTFL були розроблені, щоб рівні Novice, Intermediate, Advanced та Superior відповідали балам 0/0+, 1/1+, 2/2+ та 3/3+ шкали ILR відповідно. Також шкали ILR та NB OPS не відповідають одна одній, не зважаючи на те, що остання ґрунтується на першій..
| Рекомендації | ILR    | ACTFL                       | NB OPS     | CLB   | PSC |
| ------------ | ------ | --------------------------- | ---------- | ----- | --- |
| A1           | 0/0+/1 | Novice (Low/Mid/High)       | Немає/0+/1 | 1/2   | A   |
| A2           | 1+     | Intermediate (Low/Mid/High) | 1+/2       | 3/4   | B   |
| B1           | 2      | Advanced Low                | 2+         | 5/6   | C   |
| B2           | 2+     | Advanced Mid                | 3          | 7/8   |     |
| C1           | 3/3+   | Advanced High               | 3+         | 9/10  |     |
| C2           | 4      | Superior                    | 4          | 11/12 |     |
|              | 4+/5   |                             |            |       |     |

### PSC та Рекомендації
Недавній документ Макдональда та Вандерґріфа визначає наступні відповідності для розмовної частини між рівнями Комісії з питань обслуговування населення англ. Public Service Commission та Рекомендаціями:
| PSC | Рекомендації |
| --- | ------------ |
| A   | A2           |
| B   | B1/B2        |
| C   | B2/C1        |

### Статистичні дослідження ACTFL, ILR та Рекомендації
Інша робота пов'язана з відповідностями між шкалами ACTFL та ILR.
Для зручності далі використовуються наступні скорочення для рівнів ACTFL:
- NL/NM/NH — Novice Low/Mid/High
- IL/IM/IH — Intermediate Low/Mid/High
- AL/AM/AH — Advanced Low/Mid/High
- S — Superior
- D — «Distinguished» (такий термін іноді використовується для рівнів 4 та 4+ шкали ILR замість включення їх до «Superior»)

Статистичне дослідження Альфонсо Мартінеза Базтана (ісп. Alfonso Martínez Baztán) з Університету Гренади базується на досягненнях групи суб'єктів та визначає наступні порядки рівнів ACTFL та Рекомендацій, вищі рівні знаходяться праворуч.
NL___NM__A1___NH___A2/IL_____IM__B1____IH____B2 _AL____ AM__C1___AH___C2__S_
Наступна таблиця підсумовує дані Мартінеза Базтана, еквіваленти між ACTFL та Рекомендаціями запропонованими в дослідженні Ервіна Чірнера (нім. Erwin Tschirner) з Лейпцизького Університету (також процитовано Мартінезом Базтаном), та відповідності Буітраго (не опубліковано, 2006), які процитовано у Мартінеза у 2008 році.
| Рекомендації | Мартінез | Тшірер | Буітраго   |
| ------------ | -------- | ------ | ---------- |
| <A1          | NL, NM   |        |            |
| A1           | NH       | NH     | NL         |
| A2           | IL, IM   | IM     | NM         |
| B1           | IM, IH   | IH     | IL         |
| B2           | IH, AL   | AM     | IM, IH     |
| C1           | AM, AH   | AH     | AL, AM, AH |
| C2           | AH, S    | S      | S          |

### Інші дослідження ACTFL, ILR та Рекомендації
На круглому столі в Університеті міжнародних мов в Осаці один зі співавторів Рекомендацій, Браян Норт (англ. Brian North), заявив, що «розумною гіпотезою» була б відповідність C2 — «Distinguished», C1 — «Superior», B2 — «Advanced-mid» та B1 — «Intermediate-high» у системі ACTFL.
Це відповідає таблиці, що була опублікована American University Center of Provence з наступними відповідностями:
| Рекомендації | ILR  | ACTFL      |
| ------------ | ---- | ---------- |
| A1           | 0/0+ | NL, NM, NH |
| A2           | 1    | IL, IM     |
| B1           | 1+   | IH         |
| B2           | 2/2+ | AL, AM, AH |
| C1           | 3/3+ | S          |
| C2           | 4/4+ | D          |

Дослідження, що провели Бак, Папагеоргіу та Плацек (англ. Buck, Papageorgiou, Platzek) розглядає відповідності між важкістю тестових завдань за Рекомендаціями та ILR. Найбільш загальні відповідності рівнів ILR рівням Рекомендацій були наступні:
- Читання — A1: 1, A2: 1, B1: 1+, B2: 2+, C1: 3
- Прослуховування — A1: 0+/1, A2: 1, B1: 1+, B2: 2, C1: 2+ (принаймні)[57]